# Cronologia da vida de Charlie Chaplin
Esta é uma cronologia da vida de Charlie Chaplin.
- 1863: Nasce Charles Chaplin Sr., pai de Charles Chaplin, em St. Maryleborne, Londres, Reino Unido (18 de março).[1]
- 1865: Nasce Hannah Chaplin, mãe de Charlie Chaplin, nascida Hannah Harriet Pedlingham Hill,[2] em Walworth, Londres (11 de agosto).
- 1885: Charles Chaplin Sr. e Hannah se casam (22 de junho).
- 1889: Nasce Charles Spencer Chaplin, mais conhecido como Charlie Chaplin, em Londres, Reino Unido (16 de abril).
- 1901: Morre Charles Chaplin Sr., pai de Charlie Chaplin, de cirrose (9 de maio).[1]
- 1912: De acordo com registros de imigração, Charlie chega aos Estados Unidos com o trupe de Karno (2 de outubro).
- 1913: Charlie inicia a sua carreira de ator cinematográfico com o filme Making a Living, de Mark Sennett (30 de novembro).
- 1914: Lançado o primeiro filme de curta-metragem norte-americano, Making a Living (2 de fevereiro). Lançado o segundo filme mudo norte-americano de curta-metragem, Kid Auto Races at Venice, com a primeira aparição do personagem chamado The Tramp (7 de fevereiro).
- 1915: Lançado o filme mudo In the Park (18 de março).
- 1918: Charlie casa-se com a atriz Mildred Harris, nascida em 29 de novembro de 1901 (23 de outubro).
- 1919: Charlie funda junto com Mary Pickford, Douglas Fairbanks e David W. Griffith o estúdio cinematográfico United Artists nos Estados Unidos (5 de fevereiro). Nasce Norman Spencer Chaplin, filho de Charlie e Mildred (7 de julho). Morre Norman Spencer Chaplin (10 de julho).
- 1921: Charlie e Mildred se divorciam (4 de abril).
- 1923: Lançado o filme mudo A Woman of Paris (26 de setembro).
- 1924: Charlie casa-se no México com a atriz americana Lita Grey, nascida em 15 de abril de 1908 (26 de novembro).
- 1925: Nasce Charles Spencer Chaplin Jr., filho de Charlie e Lita Grey, em Los Angeles (5 de maio). Lançado o filme mudo The Gold Rush (26 de junho).
- 1926: Nasce o ator Sydney Chaplin, filho de Charlie e Lita Grey (31 de março).
- 1927: Charlie e Lita Grey se divorciam (22 de agosto).
- 1928: Lançado o filme mudo The Circus (O Circo) (6 de janeiro). Morre Hannah Chaplin, mãe de Charlie Chaplin (28 de agosto).
- 1929: Charlie ganha o seu primeiro Oscar (16 de maio).
- 1931: Lançado o filme mudo de comédia ronântica City Lights (Luzes da Cidade) (30 de janeiro).
- 1936: Charlie casa-se secretamente com Paulette Goddard, nascida em 3 de junho de 1910 (sem data). Lançado o filme Modern Times (Tempos Modernos) (5 de fevereiro).
- 1940: Lançado o primeiro filme falado de Charlie, The Great Dictator (O Grande Ditador) (15 de outubro).
- 1942: Charlie e Paulette Goddard se divorciam no México (4 de junho[3]).
- 1943: Charlie casa-se com Oona O'Neill, filha do dramaturgo Eugene O'Neill, nascida em 13 de maio de 1926 (16 de junho).[4]
- 1944: Morre a atriz Mildred Harris, primeira esposa de Charlie (20 de julho). Nasce a atriz Geraldine Chaplin, filha de Charlie e Oona (31 de julho).
- 1946: Nasce Michael John Chaplin, filho de Charlie e Oona (7 de março).
- 1947: Lançado o filme Monsieur Verdoux (11 de abril).
- 1949: Nasce Josephine Hannah Chaplin, filha de Charlie e Oona (28 de março).
- 1951: Nasce Victoria Chaplin, filha de Charlie e Oona (19 de maio).
- 1953: Nasce Eugene Anthony Chaplin, filho de Charlie e Oona (23 de agosto).
- 1957: Nasce Jane Cecil Chaplin, filha de Charlie e Oona (23 de maio).
- 1959: Nasce Annette Emily Chaplin, filha de Charlie e Oona (3 de dezembro).
- 1962: Nasce Christopher James Chaplin, filho de Charlie e Oona (6 de julho).
- 1967: Lançado o último filme A Countess from Hong Kong (A Condessa de Hong Kong) (5 de janeiro).
- 1968: Morre Charles Spencer Chaplin Jr., filho de Charlie e Lita Grey, em Hollywood (20 de março).
- 1972: Após voltar aos Estados Unidos, Charlie recebe um prêmio honorário da Academia (10 de abril).
- 1975: Charlie é condecorado Sir pela Rainha Elizabeth II da Inglaterra (4 de março).
- 1977: Morre Charlie Chaplin em consequência de um derrame cerebral, em sua casa, em Vevey, Suíça (25 de dezembro).
- 1978: Um corpo de Charlie é roubado do Cemitério Corsier-sur-Vevey pelos ladrões em Corsier-sur-Vevey, Vaud, Suíça (3 de março). Os dois ladrões mecânicos, formados pelo polonês Rowan Wardas e búlgaro Gantscho Ganev, são capturados e o corpo é recuperado pela polícia suíça perto do Lago Léman, em Corsier-sur-Vevey, Vaud, Suíça (17 de maio).[5][6][7]
- 1990: Morre a atriz Paulette Goddard, terceira esposa de Charlie (23 de abril).
- 1991: Morre Oona O'Neill, quarta esposa de Charlie (27 de setembro).
- 1995: Morre Lita Grey, segunda esposa de Charlie (29 de dezembro).
- 2009: Morre o ator Sydney Chaplin, filho de Charlie e Lita Grey (3 de março).